# Каллас, Сийм
Сийм Каллас (эст. Siim Kallas [ˈsiːm ˈkallas]; род. 2 октября 1948[…], Таллин) — советский и эстонский политик и экономист, основатель Партии Реформ Эстонии.
Член КПСС (1972—1990), член эстонской Партии реформ, был её председателем (1994—2004). Депутат Рийгикогу (парламента) с 2019 года. В прошлом — вице-спикер Рийгикогу (2019—2021), вице-президент Европейской комиссии (2004—2014), её комиссар по администрированию, аудиту и борьбе с мошенничеством (2004—2010), затем комиссар по транспорту (2010—2014), премьер-министр Эстонии (2002—2003), министр финансов Эстонии (1999—2002), министр иностранных дел Эстонии (1995—1996)
Отец премьер-министра Эстонии Каи Каллас.

## Биография
Родился в семье Удо и Рийны Каллас (девичья фамилия Альвер). Дед, известный адвокат Эдуард Альвер, был первым начальником полиции Эстонской республики, а также начальником Кайтселийта. Сийм Каллас родственник Эстонской писательницы Бетти Альвер. Бабушка Калласа из остзейских немцев.
В 1967 году закончил таллинскую 22-ю среднюю школу, а в 1972 году — с отличием Тартуский государственный университет по специальности «финансы и кредит». Срочную службу проходил в войсках связи в 1969—1972 годах (младший сержант). В 1973—1975 гг. учился в аспирантуре по той же специальности и защитил кандидатскую диссертацию.
Во время перестройки Каллас стал одним из авторов идеи «хозрасчётной Эстонии» (эст. Isemajandav Eesti, сокр. IME).
В 1991—1995 гг., будучи президентом Банка Эстонии, он работал также на четверти ставки доцента в Тартуском университете.
В 1972—1990 гг. состоял в КПСС. В 1994 году занялся политикой, основал Партию реформ. В то же время президент Леннарт Мери выдвинул его кандидатуру в премьер-министры, однако она не собрала в парламенте минимального количества голосов для формирования правительства. На состоявшихся в марте 1995 года парламентских выборах новая партия выступила успешно и стала одним из участников правительственной коалиции. Сийм Каллас получил пост министра иностранных дел. В последующих правительствах он был министром финансов (1999—2002) и премьер-министром (2002—2003). Был заместителем президента Либерального Интернационала. Вошёл в составленный в 1999 году по результатам письменного и онлайн-голосования список 100 великих деятелей Эстонии XX века.
После отставки с поста премьер-министра Каллас был депутатом эстонского парламента, пока не стал 1 мая 2004 года поверенным Европейского союза по экономике и финансам при Педро Солбесе и затем Хоакине Альмунии.
Каллас признан либералом в вопросах экономики такими изданиями, как Wall Street Journal и Frankfurter Allgemeine Zeitung.
12 августа 2004 года Европейский парламент назначил его комиссаром Европейской комиссии по администрированию, аудиту и борьбе с мошенничеством. Одновременно Каллас стал одним из вице-президентов Европейской комиссии. В 2010 году во второй комиссии Баррозу стал комиссаром по транспорту.
По результатам парламентских выборов 2019 года избран депутатом Рийгикогу. 4 апреля 2019 года на первом заседании избран первым вице-спикером Рийгикогу. В январе 2021 года подал в отставку с поста вице-спикера Рийгикогу.

## Семья
Отец — Удо Каллас (1913—1983) — эстонский кларнетист и саксофонист.
Мать — Рийна Каллас (Альвер)
Жена — Кристи Каллас
- Сын — Юло Каллас
- Дочь — Кая Каллас.

## Карьера

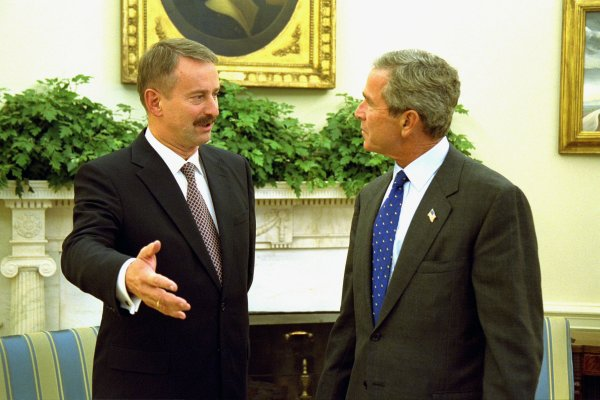
Каллас и Буш (2002).

- 1975—1979: специалист в министерстве финансов Эстонской ССР;
- 1979—1986: директор эстонского республиканского отделения государственного Сбербанка СССР;
- 1986—1989: заместитель главного редактора газеты «Рахва Хяэль»;
- 1989—1991: председатель Центрального союза профсоюзов Эстонии;
- 1989—1991: народный депутат Верховного Совета СССР от Раквереского северного национально-территориального избирательного округа № 474 Эстонской ССР; Член Комиссии Совета Национальностей по вопросам социального и экономического развития союзных и автономных республик, автономных областей и округов;
- 1991—1995: президент Банка Эстонии;
- 1995—1996: министр иностранных дел Эстонской республики;
- 1999—2002: министр финансов Эстонской республики;
- 2002—2003: премьер-министр Эстонской республики;
- 2004—2010: комиссар Европейского союза по администрированию, аудиту и борьбе с мошенничеством и вице-президент комиссии;
- 2010—2014: комиссар Европейского союза по транспорту и вице-президент комиссии.

## Награды
- Медаль Балтийской ассамблеи (2013)[10]